# Don Burke
Pour les articles homonymes, voir Burke.
Don Burke (né Donald Burke le 28 février 1939 à Halifax en Nouvelle-Écosse et mort le 17 mars 2019 au Cap Breton en Nouvelle-Écosse est un chanteur, banjoïste, guitariste et auteur-compositeur canadien.

## Biographie
Il a été membre successivement des groupes canadiens The Townsmen et The Don Burke Four qui animaient l'émission Singalong Jubilee sur la chaine de télévision canadienne CBC, Il s'installe en 1965 en France, où il chante et joue de la guitare pendant 20 ans dans le groupe français Les Troubadours.
Il accompagne à la guitare de nombreuses chansons des disques de Graeme Allwright, dont "Henrik" (1966), où il chante le refrain en seconde voix.
En 1967, il est la voix chantée de Andy Miller joué par Gene Kelly dans le film musical Les Demoiselles de Rochefort.
Sa technique de picking a eu une forte influence sur Alan Stivell, qui l'a appliquée à la harpe.
Maxime Le Forestier lui doit la musique de sa chanson "L'auto-stop" (1975).
Il est ensuite retourné au Canada pour chanter et enregistrer en solo des chansons en français et en anglais de sa propre composition.